# Jezus historyczny

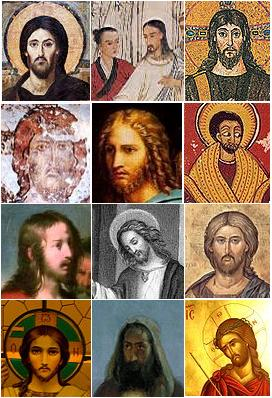
Różne wyobrażenia Jezusa

Jezus historyczny – termin, który odnosi się do prób naukowej rekonstrukcji życia Jezusa na podstawie metod stosowanych przez historyków, w tym krytycznej analizy tekstów ewangelicznych jako podstawowego źródła dla biografii historycznego Jezusa, z uwzględnieniem kontekstu historycznego i kulturowego, w którym żył.

## Historia badań
Przed okresem oświecenia Ewangelie były powszechnie uważane za dokładne relacje historyczne. Od tego czasu zaczęto coraz wyraźniej dostrzegać różnicę między opisami nowotestamentalnymi czytanymi dosłownie a tzw. Jezusem historii, który wyłania się z metodycznej refleksji krytycznej nad dostępnymi źródłami. Wyróżnia się trzy główne etapy tej refleksji (ang. quests for historical Jesus).

### Pierwsze poszukiwanie Jezusa historycznego
Od oświecenia do początku XX w. wielu autorów próbowało nałożyć na zharmonizowany przekaz ewangeliczny metody krytyczne. W efekcie powstawały tzw. żywoty Jezusa, które doczekały się systematyzacji i krytyki w dziele Alberta Schweitzera Historia badań nad życiem Jezusa (niem. Geschichte der Leben-Jesu-Forschung, ang. The Quest of the Historical Jesus) uznawanym za podsumowanie tego okresu. Wśród setek autorów żywotów Jezusa wyróżnia się m.in. Ernesta Renana, Hermanna Reimarusa i Davida Friedricha Straussa. W zależności od poglądów i celów autora, prezentowały jasną wizję Jezusa (np. jako politycznego reformatora) przez eksponowanie pewnych faktów z życia Jezusa, wykluczenie innych oraz wprowadzenie nowego materiału, by wytłumaczyć ew. luki w narracji.

### Okres przejściowy
Krytyka Schweitzera z 1906 roku sprawiła, że aż do początku drugiej fali w 1953 badania nad Jezusem znacznie zwolniły. Sztandarową figurą dla tego okresu był Rudolf Bultmann sceptyczny wobec możliwości ustalenia czegokolwiek poza najbardziej podstawowymi faktami o Jezusie przy użyciu aparatu historycznego.

### Drugie poszukiwanie
Za początek tzw. drugiego podejścia do problemu Jezusa historycznego uważa się wykład Ernsta Käsemanna pt. Problem Jezusa historycznego wygłoszony w 1953 na Uniwersytecie w Marburgu. Badania prowadzono głównie w kręgu niemieckojęzycznym, pod silnym wpływem szkoły Bultmanna, po którym odziedziczono rozdział na Jezusa historii i Chrystusa wiary, aczkolwiek w odróżnieniu od (zwłaszcza wczesnego) Bultmanna podkreślono możliwość i sens ustalenia pewnych faktów o Jezusie. Wprowadzono różne kryteria oceny wiarygodności danej tradycji biblijnej. Uznawano np. że przekazy, które według wiedzy o epoce byłyby dla uczniów niewygodne, są bardziej wiarygodne niż pozostałe, gdyż jest mało prawdopodobne, że uczniowie Jezusa je wymyślili (ang. criterion of embarrassment).

### Trzecie poszukiwanie
Od lat 70. XX wieku trwa trzeci etap refleksji nad Jezusem historycznym. Znani badacze zaliczani do nurtu to np. Geza Vermes, John P. Meier, E.P. Sanders, Gerd Theissen, Bart D. Ehrman, John Dominic Crossan i in. W ramach third quest zwrócono uwagę na kolejne kryteria metodologiczne, np. kryterium sugerujące, że fragmenty, których kontekst i konsekwencje są lepiej osadzone w epoce, są bardziej wiarygodne (ang. criterion of historical plausibility). Badania rozwijają się szczególnie dynamicznie w obszarze języka angielskiego, są też tematem licznych otwartych debat uniwersyteckich. Jakkolwiek opinie badaczy w kwestiach szczegółowych różnią się od siebie, są elementy wspólne dla poglądów większości z nich, np. bardziej niż w poprzednich etapach podkreśla się związek Jezusa z judaizmem, popularne są też opinie wiążące Jezusa z ruchami apokaliptycznymi tamtego okresu.

## Metodologia badań
Bibliści proponują następujące kryteria metodologiczne dla odróżnienia słów i czynów Jezusa od teologii wczesnych naśladowców:
- kryterium nieciągłości (niepodobieństwa, niezgodności) (ang. criterion of discontinuity, niem. Unähnlichkeitskriterium lub Differenzkriterium) – jeśli przekaz o słowach lub czynach Jezusa nie może zostać wywiedziony z judaizmu lub wczesnego Kościoła, może być autentyczny; twórcą kryterium w jego obecnej postaci był Ernst Käsemann (pewne zalążkowe formy występowały już we wcześniejszej biblistyce); Ferdinand Hahn, Joachim Gnilka i Manfred Uglorz podkreślają, że kryterium jest pomocne, jednak nie należy go absolutyzować – nie można całkowicie oddzielić Jezusa od judaistycznych korzeni, należy też zwrócić uwagę na możliwość przejęcia słów Jezusa przez gminę
- kryterium zakłopotania (ang. criterion of embarrassment) – przekazy wczesnych wyznawców, które były według współczesnej wiedzy niewygodne dla nich, są lepiej umocowane niż pozostałe
- kryterium świadomego opuszczenia – w przypadku, gdy istnieją przekazy łagodzące wypowiedzi Jezusa, lub mamy do czynienia ze świadomym opuszczeniem jego słów, postuluje się autentyczność tekstu trudniejszego
- kryterium wielokrotnego poświadczenia (ang. criterion of multiple attestation, niem. Kriterium der merfachen Bezeugung) – im więcej niezależnych tradycji mówi o czynach lub słowach Jezusa, tym większe prawdopodobieństwo, że są autentyczne; istotne jest również poświadczenie przez różne rodzaje literackie
- kryterium spójności (ang. criterion of coherence, niem. Kohärenzkriterium) – domaga się spójności pomiędzy różnymi słowami (zwłaszcza postulatami) i czynami Jezusa; przykładem może być zgodność zwiastowania o otwartości Jezusa na grzeszników, z przekazami o wspólnocie stołu
- kryterium zgodności ze środowiskiem – skupia się na zgodności czynów i wypowiedzi Jezusa z kontekstem religijnym i społecznym; zwolennikiem jest m.in. Gerd Theissen
- kryterium odrzucenia i egzekucji (ang. criterion of rejection and execution) jako że znany jest tragiczny koniec publicznej działalności Jezusa, można tę wiedzę wykorzystać w ocenie, które słowa i czyny Jezusa mogły wywołać wrogość, szczególnie u ówczesnych możnych; twórcą kryterium jest N.A. Dahl
- za autentycznością tekstu może przemawiać również użycie charakterystycznych słów (np. Abba), zwrotów czy form wypowiedzi

Kryteria należy stosować łącznie, a nawet to pozwala jedynie na ocenę prawdopodobieństwa autentyczności danej tradycji.

## Poszczególne kwestie historyczne

### Istnienie Jezusa
Zdecydowana większość specjalistów uważa, że Jezus istniał. W starożytności nigdy nie kwestionowano tego faktu w polemice z chrześcijanami. Życie Jezusa – jak na standardy epoki – jest udokumentowane bardzo bogato, zarówno w źródłach chrześcijańskich, jak i niechrześcijańskich.

#### Teoria mitu Jezusa
Niektórzy badacze Biblii, filozofowie i teologowie począwszy od XIX w. kwestionowali istnienie Jezusa jako postaci historycznej. Przykładowi przedstawiciele: Bruno Bauer, David Friedrich Strauss. Także współcześnie teza ta ma swoich zwolenników, m.in. wśród osób konstytuujących ruch nowego ateizmu.

### Wydarzenia z życia Jezusa
Ochrzczenie Jezusa przez Jana Chrzciciela i śmierć krzyżowa z wyroku Poncjusza Piłata są dwoma najpowszechniej uznawanymi w środowisku naukowym faktami o jego życiu, w zasadzie niepoddawanymi krytyce wśród historyków głównego nurtu. Kontekst i znaczenie tych wydarzeń są już jednak szeroko dyskutowane.
Mniej pewne, ale również uznawane przez większość badaczy za historyczne, są m.in. powołanie apostołów i konflikt ze środowiskiem Świątyni (Oczyszczenie świątyni). Uważa się, że Jezus istotnie pochodził z Galilei, a jego obszar działania obejmował również Judeę.
Większość badaczy uważa, że liczne fragmenty historii ewangelicznych, np. opisy narodzenia i dzieciństwa Jezusa, czy dziewiczego poczęcia są niehistoryczne. Niektórzy, jak ksiądz John P. Meier, autor znanej monografii A Marginal Jew: Rethinking the Historical Jesus, zostawiają pole do interpretacji teologicznej zaznaczając, że historyk wskazuje jedynie najbardziej prawdopodobny przebieg wydarzeń.

### Edukacja i zawód Jezusa
Jezus w Ewangelii Mateusza (13:55) jest nazwany synem tektona (gr. τέκτων), a w Ewangelii Marka tektonem. Tradycyjnie słowo to tłumaczono jako cieślę, ale współcześnie uważa się, że było bardziej ogólne i obejmowało twórców pracujących z różnymi materiałami, w tym budowniczych. Geza Vermes postuluje, że wyrażenia cieśla i syn cieśli są używane w Talmudzie do opisu osób starannie wykształconych, znających biegle Torę.
Szacuje się, że klasy niższe Cesarstwa rzymskiego były w większości niepiśmienne i jedynie ok. 3-5% osób potrafiło posługiwać się słowem pisanym. Niektórzy sądzą, że judaizm, jako religia księgi, przykładał dużą wagę do tej umiejętności i dla Palestyny liczby te mogły być znacznie wyższe.
Wśród uczonych panuje zgoda, że Jezus posługiwał się językiem aramejskim.
Badacze nie są zgodni co do oceny, czy Jezus potrafił pisać i czytać, a jeśli tak – w jakim zakresie. John Dominic Crossan, który widzi w Jezusie przedstawiciela warstw niższych, optuje za wersją, iż był analfabetą. Craig A. Evans zwraca uwagę, że liczne podróże Jezusa mogą sugerować, że dysponował pewnymi środkami materialnymi. Evans uważa, że Jezus potrafił czytać pismo i debatować o nim, co nie znaczy, że otrzymał w tym zakresie formalne wykształcenie, zważywszy na spore różnice jego poglądów od nauczania religijnych autorytetów tamtego okresu. John P. Meier stwierdza, że Jezus nie tylko potrafił czytać, ale również rozumieć i komentować złożone teksty teologiczne i literackie.

### Celibat Jezusa
Nowy Testament milczy na temat sytuacji matrymonialnej Jezusa. Choć w kontekście judaizmu epoki, gdzie małżeństwo było dominującą formą życia, można by dopuszczać hipotezę małżeństwa Jezusa, tym niemniej istnieją solidne argumenty wskazujące na jego celibat.
Nowy Testament mówi dość dużo o relacjach Jezusa (ojciec, matka, bracia), a jednak milczy o jego ewentualnej żonie. Co więcej, wielu uczniów Jezusa zostawiało swoje rodziny, aby przez pewien czas być z nim, byłoby zatem niezrozumiałe, gdyby Jezus prowadził normalne życie rodzinne (Łk 18,29-30 : Nikt nie opuszcza domu albo żony, braci, rodziców albo dzieci dla królestwa Bożego, żeby nie otrzymał daleko więcej w tym czasie, a w wieku przyszłym - życia wiecznego).
Należy również zniuansować twierdzenie o wyłączności małżeństwa jako formy życia w judaizmie: mamy świadectwa o celibacie palestyńskiego Żyda Józefa Flawiusza, Żyda z diaspory Filona, a także o celibacie esseńczyków i terapeutów. Ponadto w szerszym kontekście antyku występowali celibatariusze pośród cyników, a także filozofów jak Epiktet czy Apoloniusz z Tiany.
Sam celibat mógł mieć ważną, teologiczną treść: jako wzbudzające zadziwienie przeznaczenie dla Boga. W tym sensie należy rozumieć celibat proroka Jeremiasza, Jana Chrzciciela, a nawet według pewnej tradycji rabinistycznej Mojżesza po jego spotkaniu z Bogiem. Tak rozumiany celibat pasował do apokaliptycznego proroka jak Jezus.
W kwestii celibatu Jezusa ważnym argumentem jest tekst o bezżeństwie z użyciem słowa „kastracja” (Mt 19, 10-12), wobec którego trzy kryteria krytyki historycznej: zakłopotania, nieciągłości i spójności wskazują na wysokie prawdopodobieństwo jego pochodzenia od Jezusa historycznego. Te słowa Jezusa odpowiadałyby w bezpośredni i oryginalny sposób na krytykę bezżenności tego wędrownego, eschatologicznego proroka.

### Cuda Jezusa
Bart D. Ehrman uważa, że historia nie jest w stanie wypowiedzieć się o cudach Jezusa, gdyż zakłada powszechność praw natury i szuka najbardziej prawdopodobnego przebiegu wydarzeń. Cuda zaś z definicji są wydarzeniami najmniej prawdopodobnymi.
John P. Meier z kolei nie zakłada z góry, czy cuda są możliwe czy nie. Proponuje traktowanie ich tak, jak innych wydarzeń historycznych, przy zastosowaniu zwykłych kryteriów metodologicznych. Pozwala mu to odróżnić przekazy bez mocnego umocowania historycznego (przeklęcie drzewa figowego) i takie, które odnoszą się do wydarzeń z życia Jezusa (część uzdrowień). Uznanie lub nie cudu jest dla niego pytaniem teologicznym, wykraczającym poza kompetencje historyka. Meier nie ma jednak wątpliwości, że Jezus miał opinię uzdrowiciela, co mogło katalizować jego konflikt ze Świątynią.

### Samorozumienie Jezusa i jego roszczenie do autorytetu
Zdaniem Ferdinanda Hahna niewiele da się powiedzieć o samorozumieniu Jezusa, więcej o jego roszczeniu do autorytetu. Jezus przedstawiał się nie tylko jako prorok albo posłaniec, lecz jako osoba przynosząca Królestwo Boże. W logionie o konieczności wlewania nowego wina w nowe bukłaki (Mk 2,12n par.) podkreślał nowość przychodzącej wraz z nim rzeczywistości. Przyznawał sobie prawo do autorytatywnej interpretacji Tory w świetle rzeczywistości nadchodzącego Królestwa i domagał się bezwarunkowej odpowiedzi na jego wezwanie. Uważał się za kogoś większego niż Jonasz czy Salomon (por. Mt 12,41n, Łk 11,31n). W logionie Łk 12,8 nie identyfikował się z Synem Człowieczym rozumianym jako eschatologiczny sędzia, niemniej uważał, że stosunek do niego będzie miał znaczenie na nadchodzącym sądzie.

### Zmartwychwstanie/wskrzeszenie
Kwestia zmartwychwstania Jezusa jest przedmiotem poważnego sporu wśród historyków. Główna linia podziału przebiega po linii stosunku do kwestii historyczności pustego grobu. Zgodnie z ankietą przeprowadzoną przez Garry’ego Habermasa, 75% skłania się ku uznaniu tej tezy.
Geza Vermes analizuje kwestię zmartwychwstania Jezusa w swojej książce The Resurrection: History and Myth. Przedstawia tam osiem możliwych – jego zdaniem – teorii wyjaśniających relacje o zmartwychwstaniu. Dwie skrajne (całkowite odrzucenie i bezwarunkowe przyjęcie zmartwychwstania) odrzuca jako nieracjonalne. Pozostałe to:
- „Ciało zostało usunięte przez kogoś niezwiązanego z Jezusem”
- „Ciało zostało skradzione przez uczniów Jezusa”
- „Pusty grób nie był grobem Jezusa”
- „Jezus został pochowany żywy i sam opuścił grób”
- „Jezus obudził się ze śpiączki i opuścił Judeę”
- „Jezus zmartwychwstał duchowo, nie cieleśnie”

Żadne z tych wyjaśnień nie jest jego zdaniem historycznie zadowalające.
Zdaniem uczestników Jesus Seminar, pusty grób jest niehistoryczny, zaś przekonanie o zmartwychwstaniu Jezusa zostało oparte na wizjach zmartwychwstałego Jezusa doświadczanych przez Pawła, Piotra Apostoła i Marię Magdalenę.

## Obrazy Jezusa
Badacze związani z third quest stworzyli pewną liczbę obrazów Jezusa, czyli ogólnych wizji na jego temat. Nie wypracowali jednak spójnego stanowiska ani na temat tych obrazów, ani metod ich opracowywania. Niemniej, można wyróżnić kilka najpopularniejszych wizji, wspieranych przez znanych badaczy. Często jeden badacz uznaje kilka obrazów jednocześnie (choć z różną wagą przypisywaną różnym tematom).

### Prorok apokaliptyczny
Obecnie większość badaczy skłania się ku „hipotezie apokaliptycznej”, zgodnie z którą Jezus jest widziany jako prorok, który pragnie przygotować Żydów na mające niebawem nadejść czasy ostateczne. Za „tekst fundacyjny” hipotezy Jezusa jako proroka apokaliptycznego uważana jest praca Alberta Schweitzera Geschichte der Leben-Jesu-Forschung (Historia badań nad życiem Jezusa, 1906), która stała się słynna pod angielskim tytułem The Quest of the Historical Jesus (1910).
Pogląd jest wspierany m.in. przez E.P. Sandersa, Maurice Casey, Paulę Fredriksen, Dale’a Allisona i Barta Ehrmana.
Ehrman uważa, że najwcześniejsze pisma chrześcijańskie, jak autentyczne listy Pawłowe (1. List do Koryntian i 1. List do Tesaloniczan) oraz pierwsze Ewangelie (Marka i Mateusza) wyraźnie wskazują, że Jezus wierzył, że Syn Człowieczy nadejdzie wkrótce, ówczesne potęgi upadną i zostanie ustanowione Królestwo Boże na Ziemi. Jak zauważył Ehrman, w Pierwszym Liście do Tesaloniczan:

Paweł najwyraźniej uważał, że apokalipsa nadejdzie za życia jego i przynajmniej części tesaloniczan. Nie przypadkiem przecież przeciwstawiał „tych, którzy pomarli”, „nam (którzy jesteśmy) żywi, pozostawieni na przyjście Pana” (w. 4:15, patrz również: w. 17).

To bowiem głosimy wam jako słowo Pańskie, że my, żywi, pozostawieni na przyjście Pana, nie wyprzedzimy tych, którzy pomarli. Sam bowiem Pan zstąpi z nieba na hasło i na głos archanioła, i na dźwięk trąby Bożej, a zmarli w Chrystusie powstaną pierwsi. Potem my, żywi i pozostawieni, wraz z nimi będziemy porwani w powietrze, na obłoki naprzeciw Pana, i w ten sposób zawsze będziemy z Panem.

Z biegiem czasu, w późniejszych pismach, przesłanie apokaliptyczne zanikało. Jako że Jan Chrzciciel, poprzedzający Jezusa, oraz św. Paweł, kontynuujący jego dzieło, byli apokaliptykami, oraz że mówią o tym najstarsze tradycje, należy przyjąć, że Jezus również był apokaliptykiem, nawet w większym stopniu, niż to podają pierwsze pisma chrześcijańskie – w świetle stałej tendencji stopniowego wyciszania w nich z upływem czasu przesłania apokaliptycznego. Dale Allison, w przeciwieństwie do Ehrmana, który uważa, że spodziewana apokalipsa miała nadejść jeszcze za pokolenia Jezusa, widzi jego nauczanie apokaliptyczne mniej dosłownie, jako formę ascetyzmu.
Allison przyczynia się do umocnienia hipotezy Schweitzera m.in. poprzez umiejętne wykorzystanie współczesnych studiów nad wspólnotami apokaliptycznymi z różnych okresów historycznych i różnych kultur. Odwołuje się do badań nad: mesjanizmem żydowskim, chrześcijańskimi sektami millenarystycznymi, prorokami indiańskimi i kultami cargo z wysp Pacyfiku. Jak się okazuje, wiele idei i zachowań członków tych ruchów uderzająco przypomina najwcześniejsze chrześcijaństwo, tj. ukierunkowanie na osoby z marginesu społecznego; egalitaryzm; widzenie współczesności lub najbliższej przyszłości jako okresu nieszczęść i katastrof; wiara w bliskie, nadprzyrodzone odwrócenie złego losu; ostry podział świata na dwa przeciwstawne obozy; zrywanie z ustalonymi tradycjami religijnymi; zastępowanie więzi rodzinnych metaforycznym „braterstwem” wewnątrz danej wspólnoty; nadzieja na powrót raju i zmarłych przodków; silny związek z charyzmatycznym przywódcą ruchu.
Hipoteza apokaliptyczna stawia w innym niż w tradycyjnym chrześcijaństwie świetle etykę Jezusa, która mogła zostać pomyślana na krótki okres czasów ostatecznych, a nie do budowy stabilnego społeczeństwa.

#### Krytyka koncepcji apokaliptycznej
Przeciwko czysto apokaliptycznemu rozumieniu przesłaniu Jezusa mogą przemawiać wypowiedzi Jezusa mówiące o teraźniejszości Królestwa Bożego, które nie dają się w sposób prosty interpretować jako świadczące jedynie o oczekiwanej bliskości jego przyjścia. Charles Harold Dodd przedstawił koncepcję eschatologii zrealizowanej, zgodnie z którą autentyczny charakter mają wypowiedzi Jezusa o teraźniejszej rzeczywistości Królestwa Bożego. Przyznaje on, że są w ewangeliach wypowiedzi, które „zdają się” potwierdzać hipotezę apokaliptyczną, to jednak według niego jedynie powielają one tradycyjną eschatologię. Z kolei Joachim Jeremias i Ferdinand Hahn opowiadają się za koncepcją eschatologii realizującej się, zgodnie z którą Jezus zwiastował Królestwo już urzeczywistniające się częściowo, a mające w pełni dopełnić się w przyszłości.

### Charyzmatyczny uzdrowiciel
Za hipotezą opowiadają się badacze tacy jak Geza Vermes, Marcus Borg i Graham Twelftree.
W tym nurcie uważa się Jezusa za pobożnego, świętego człowieka ducha, mistyka lub wizjonera, który jest znany z uzdrawiania.

### Filozof – cynik
Jezus jest widziany jako wędrowny mędrzec i filozof, głoszący radykalne przesłanie obalenia istniejącej wspólnoty hierarchicznej społeczeństwa tamtego okresu. Cały majątek Jezusa mieści się w podróżnej torbie, on sam nie ma niczego i nie chce niczego, jest więc totalnie wolny.
Zwolennicy poglądu to m.in. John Dominic Crossan, F. Gerald Downing i Burton Mack.
Według Crossana Jezus został stracony nie z powodów religijnych, ale dlatego, że jego nauczanie zagrażało władzy autorytetów żydowskich.
Burton Mack także utrzymuje, że Jezus był cynikiem, którego nauki do tego stopnia wyróżniały się w tamtym czasie, że szokował słuchających go i zmuszał ich do samodzielnego myślenia. W przeciwieństwie do Crossana widzi jego śmierć jako przypadkową.

#### Krytyka koncepcji Jezusa jako filozofa – cynika
Większość badaczy uznaje, że zwolennicy koncepcji Jezusa jako filozofa – cynika poszli za daleko w budowaniu analogii nauczania Jezusa do filozofii cynickiej. Wszystkie źródła mówiące o Jezusie świadczą o tym, że na poparcie swoich nauk przywoływał on wyłącznie autorytet Biblii hebrajskiej, i nie zdarzyło się ani razu, by zacytował jakiegoś greckiego lub rzymskiego filozofa. Istotnie, uczniowie Jezusa mieli nie troszczyć się o bogactwo i opinie ludzi, ale motywacją nie była dla nich chęć uniezależnienia się od brutalnego i kapryśnego świata. Ich obojętność na dobra materialne brała się stąd, że świat miał niedługo przeminąć i ustąpić miejsca królestwu Bożemu.

### Żydowski mesjasz
Jezus przychodzi, by obwieścić Żydom koniec duchowego wygnania i zapoczątkować nową epokę, w której Bóg naprawi świat dzięki wierze swego ludu.
N.T. Wright umiejscawia Jezusa w żydowskim kontekście wygnania i powrotu. Uważa, że Jezus był wyczekiwanym mesjaszem i widzi Zmartwychwstanie Jezusa jako historyczne wydarzenie, które miało miejsce w świecie fizycznym. Jest to pogląd bliski tradycyjnemu chrześcijańskiemu spojrzeniu na Jezusa.
Inni znani zwolennicy teorii Jezusa-pomazańca: Markus Bockmuehl i Peter Stuhlmacher.

### Prorok zmiany społecznej
Pogląd jest wspierany przez badaczy takich jak: Gerd Theissen, Richard A. Horsely i David Kaylor.
Według zwolenników tego punktu widzenia Jezus pragnie podważyć strukturę społeczną tamtego okresu. Nie ma to jednak związku z nadchodzącą apokalipsą. Theissen wyróżnia trzy główne aspekty działalności Jezusa powiązane ze zmianą społeczną: nazywanie się Synem Człowieczym, grupa wiernych uczniów, która za nim podążała i jego zwolennicy rozsiani po Galilei i Judei, których spotyka podczas swoich podróży. Horsely idzie dalej i przedstawia Jezusa jako bardziej radykalnego reformatora, który zapoczątkował silny oddolny ruch społeczny.
Elisabeth Fiorenza spopularyzowała feministyczną wersję tej perspektywy, w której Jezus był społecznym reformatorem, którego działania, np. przyjmowanie kobiet do grona zwolenników, skutkowały wyzwoleniem pewnej liczby kobiet.

## Krytyka
Zdaniem Petera Biehla, określenie „Jezus historyczny” odnosi się do Jezusa takiego, jakim może być poznany za pomocą badań historyczno-krytycznych. Podobnie Gerhard Ebeling stwierdza, że nazwa odnosi się do Jezusa poznawalnego za pomocą wąskich metod poznania historycznego, w odróżnieniu od przetworzonego obrazu Jezusa dostarczanego przez tradycję. Ferdinand Hahn uważa, że nie należy terminu „Jezus historyczny” utożsamiać z określeniem „Jezus ziemski” ani „prawdziwy, rzeczywisty Jezus”. Chodzi raczej o obraz Jezusa ustalony według metody naukowej wypracowanej w okresie nowożytnym, pewnego rodzaju konstrukt, podlegający krytycznej ocenie i weryfikacji.
Współcześni badacze, jak Bart D. Ehrman i Andreas Köstenberger sugerują, że z powodu niedostatku źródeł jest bardzo mało prawdopodobne skonstruowanie historycznego obrazu Jezusa, który wykraczałby poza podstawowe elementy jego życia.

## Dyskusja w Polsce
W Polsce tematykę third quest podjął jako jeden z pierwszych w 2006 ks. Marek Skierkowski, w książce A swoi Go nie przyjęli (J 1,11): teologicznofundamentalna interpretacja Third Quest stanowiącej apologetyczną dyskusję z tym nurtem. Kontynuację tej krytycznej refleksji stanowi druga książka tego samego autora Uczłowieczony Bóg. Chrystologia fundamentalna (Płock 2013).
W roku akademickim 2007/08 Tomasz Polak, wówczas jeszcze ks. Tomasz Węcławski wygłosił na UAM wykłady pt. Uniwersum pierwszych chrześcijan. Stały się one zarzewiem dyskusji w Tygodniku Powszechnym, gdzie w roku 2008 głos w sprawie – obok Węcławskiego – zabrali m.in. Artur Sporniak, Grzegorz Strzelczyk, Jacek Prusak, Rafał Nakonieczny, Henryk Seweryniak, Józef Życiński, Piotr Augustyniak, Henryk Witczyk i Stanisław Rabiej. Debata została – zdaniem Polaka przerwana przez redakcję Tygodnika przez co wiele tekstów polemicznych nie mogło się ukazać.
Jezusowi historycznemu poświęcono numer 647 Znaku, gdzie głos zabrał Geza Vermes, a także m.in. Dariusz Kot, Henryk Witczyk, Grzegorz Strzelczyk i inni.
W 2012 odbyły się organizowane przez Dariusza Kota debaty, m.in. na portalu didaskalos.pl i w Warszawskim Studium Teologii i Filozofii. W 2014 roku ukazała się książka Pawła Lisickiego pt. „Czy Jezus jest Bogiem? Od judaizmu do chrześcijaństwa”, w której autor podejmuje obszerną polemikę z wybranymi autorami nurtu third quest.
W 2022 ks. Eligiusz Piotrowski opublikował monografię Początki wiary w zmartwychwstanie Jezusa: od Reimarusa do Ratzingera/Benedykta XVI, gdzie szeroko omawia poglądy teologów od epoki oświecenia na temat przekazów o zmartwychwstaniu Jezusa. Książka zawiera też m.in. opis metody historyczno-krytycznej i podejścia Kościoła katolickiego do niej oraz podejmuje próbę przedstawienia możliwego scenariusza wydarzeń paschalnych. W scenariuszu tym "impuls wielkanocny, ufundowany na całym ziemskim wydarzeniu Jezusa, pochodził wyłącznie od uczniów, z ich wnętrza, z tego, co pozostało w nich z doświadczenia Mistrza".